# Số đếm

Hàm song ánh f: X → Y, từ tập X đến tập Y chứng tỏ rằng các tập hợp có cùng số lượng, trong trường hợp này hai tập hợp đều có số đếm là 4.

Aleph null, số đếm vô hạn nhỏ nhất

Trong toán học, số đếm (lực lượng) là một sự tổng quát hóa của số tự nhiên sử dụng để đo lực lượng (kích cỡ) của một tập hợp. Lực lượng của một tập hữu hạn là một số tự nhiên: bằng số phần tử trong tập hợp. Các số đếm vô hạn mô tả các kích thước của các tập hợp vô hạn.
Lực lượng được định nghĩa bằng các song ánh. Hai tập hợp có cùng lực lượng khi và chỉ khi có sự tương ứng một-một (song ánh) giữa các phần tử của hai tập hợp này. Trong trường hợp các tập hữu hạn, điều này tương ứng với khái niệm trực quan về số lượng. Trong trường hợp tập hợp vô hạn, tình hình trở nên phức tạp hơn. Một định lý cơ bản do Georg Cantor chỉ ra rằng các tập hợp vô hạn có thể có các lực lượng khác nhau, và đặc biệt là lực lượng của tập hợp các số thực lớn hơn lực lượng của tập hợp các số tự nhiên. Cũng có thể một tập hợp con thực sự của một tập hợp vô hạn có cùng lực lượng với tập hợp mẹ, một điều không thể xảy ra với các tập hợp con của tập hợp hữu hạn.
Tồn tại một chuỗi vô hạn các số đếm:
{\displaystyle 0,1,2,3,\ldots ,n,\ldots ;\aleph _{0},\aleph _{1},\aleph _{2},\ldots ,\aleph _{\alpha },\ldots .\ }
Chuỗi này bắt đầu bằng các số tự nhiên bao gồm số không (các số đếm hữu hạn), theo sau là các số aleph (số đếm vô hạn của các tập hợp có xếp thứ tự). Các số aleph được lập chỉ mục bằng số thứ tự. Theo giả định về tiên đề chọn, chuỗi vô hạn này bao gồm mọi số đếm. Nếu không sử dụng tiên đề chọn thì vấn đề sẽ phức tạp hơn, với các số đếm vô hạn bổ sung không phải là số aleph nữa.
Lực lượng của tập hợp được nghiên cứu vì lợi ích riêng của nó như là một phần của lý thuyết tập hợp. Nó cũng là một công cụ được sử dụng trong các nhánh của toán học bao gồm lý thuyết mô hình, tổ hợp, đại số trừu tượng và giải tích toán học. Trong lý thuyết phạm trù, các số đếm tạo thành một khung xương của phạm trù các tập hợp.

## Giả thuyết continuum
Giả thuyết continuum phát biểu rằng không có lực lượng nào nằm ngặt giữa {\displaystyle \aleph _{0}} và {\displaystyle 2^{\aleph _{0}}} (i.e. {\displaystyle 2^{\aleph _{0}}=\aleph _{1}}). Nói cách khác, giả thuyết continuum cho rằng lực lượng của đường thẳng thực là {\displaystyle \aleph _{1}}.
Khẳng định hay phủ định giả thuyết này đều độc lập với ZFC.